# Korsze (plaats)
Korsze (Duits: Korschen) is een stad in het Poolse woiwodschap Ermland-Mazurië, gelegen in de powiat Kętrzyński. De oppervlakte bedraagt 4,03 km², het inwonertal 4724 (2005).

## Verkeer en vervoer
- Station Korsze